# S&P Global
S&P Global, «Эс-энд-Пи Глобал» — американская корпорация, занимающаяся предоставлением финансовой и аналитической информации. Была основана в 1909 году под названием McGraw-Hill Book Company как издатель технических журналов и книг. Штаб-квартира расположена в Нью-Йорке.
В состав S&P Global входят: международное рейтинговое агентство Standard & Poor's; компания S&P Dow Jones Indices, публикующая фондовые индексы; котировальное агентство Platts, публикующее рыночные цены (котировки) на энергоносители, металлы, нефтехимию, удобрения и другие товары; аналитическая и консалтинговая фирма Capital IQ.

## История
McGraw-Hill Book Company образовалась в 1909 году в результате слияния двух издательств. Одно из них, McGraw Publishing Company, основал Джеймс МакГроу (James H. McGraw) в 1899 году. Второе, Hill Publishing Company, было основано Джоном Хиллом (John A. Hill) в 1902 год. Оба издательства выпускали журналы и книги на тему железнодорожного транспорта и различных отраслей промышленности. Первое время два издательства сохраняли автономность, но в 1917 году, после смерти Хилла, были полностью объединены под названием McGraw-Hill Publishing Company. На то время компания Ия была крупнейшим в мире издателем технической литературы. В 1927 году компания создала подразделение учебников. В 1928 году была поглощена компания из Чикаго A.W. Shaw Company, издатель деловых журналов и книг; один из её ежемесячных журналов, Magazine of Business, был преобразован в еженедельник Business Week, позже ставший самым известным журналом, издаваемым McGraw-Hill. Компания Ия разместила свои акции на бирже в 1929 году (незадолго до биржевого краха).
В 1930 году было запущено 4 новых журнала, создан филиал на Западном побережье и создан импринт Whittlesey House для выпуска книг для широкого круга читателей. В 1931 году было завершено строительство новой нью-йоркской штаб-квартиры (330 West 42nd Street) по проекту архитектора Рэймонда Худа. В 1935 году компанию возглавил Джеймс МакГроу мл., сын основателя. В годы Второй мировой войны основной продукцией компании стали руководства по быстрому освоению технических специальностей. В 1943 году был создан экспортный отдел, а в 1944 году — отдел по переводам литературы. Также в 1944 году было куплено канадское издательство Embassy Book Company. В 1945 году начало работу информационное агентство World News Service.
В послевоенные годы был создан отдел по производству образовательных фильмов. Также выпускались серии книг по авиации, электронике, радио и атомной энергетике. Ещё одним крупным проектом конца 1940-х годов стала публикация рукописей Джеймса Босуэлла по заказу Йельского университета. В 1949 году был поглощён издатель учебников Gregg Publishing Company. Следующими приобретениями стали издатель журналов на тему нефтедобычи Warren C. Platt в 1953 году и издатель медицинской литературы Blakiston Company в 1954 году. В конце 1950-х годов был начат выпуск сразу трёх энциклопедий: The McGraw-Hill Encyclopedia of Science and Technology, The Encyclopedia of World Art и The New Catholic Encyclopedia. В 1959 году выручка компании достигла 100 млн долларов, немалая часть её приходилась на экспорт.
В 1960-х годах компания продолжала расти за счёт поглощений. В 1961 году была куплена The F.W. Dodge Corporation, представлявшая информацию для предприятий строительной отрасли. В 1963 году подразделение учебников было расширено приобретением Webster Publishing Company. В 1964 году McGraw-Hill Publishing Company была реорганизована в корпорацию McGraw-Hill, Inc. В 1966 году были поглощены Shepard’s Citations (издатель юридической литературы) и Standard & Poor’s Corporation (финансовая информация). В 1968 году генеральным директором корпорации стал Шелтон Фишер (Shelton Fisher), который поставил задачу превратить McGraw-Hill в международный медиаконгломерат. Были куплены 4 телестанции и расширено присутствие в Канаде, Бразилии и Индии. В 1972 году штаб-квартира была перенесена в новое здание, 1221 Avenue of the Americas, входившее в Рокфеллер-центр. Однако эти изменения совпали с началом экономической рецессии, вскоре Фишер был отправлен в отставку, его сменил Харольд МакГроу мл. (Harold McGraw, Jr.). В 1980 году оборот McGraw-Hill достиг 1 млрд долларов.
В 1980-х годах началась цифровая трансформация McGraw-Hill. Было куплено несколько журналов компьютерной тематики (BYTE, Unixworld, LAN Times), деятельность всех подразделений была компьютеризирована, они начали предоставлять информационные услуги через интернет. В то же время было закрыто направление книг для широкой аудитории, продано большинство технических журналов, с которых начиналась история McGraw-Hill. В 1983 году ру оводство корпорацией перешло к Джозефу Дионну (Joseph L. Dionne). В 1995 году название было изменено на The McGraw Hill Companies, Inc., оборот к этому времени приближался к 3 млрд долларов время основными подразделениями были образовательная и профессиональная литература; финансовая информация; медиа-услуги. В этом же году были открыты новые офисы в Азии, Европе и на Ближнем Востоке. В апреле 1998 года новым главой корпорации стал Харольд Терри МакГроу (Harold «Terry» McGraw), правнук основателя. Приоритетным направлением он сделал финансовую информацию на основе Standard & Poor’s, в то же время McGraw-Hill оставалась одним из крупнейших в США издателей учебников. В 2004 году была куплена компания Capital IQ.
В конце 2009 года McGraw-Hill продала журнал Businessweek медийной группе Bloomberg за сумму в 2-5 млн долл. США плюс покрытие всех долгов журнала, который изменил название на Bloomberg Businessweek. В 2011 году телестанции были проданы компании E. W. Scripps Company за 212 млн долларов. В следующем году было продано подразделение образовательной литературы McGraw Hill Education, его за 2,5 млрд долларов купила инвестиционная компания Apollo Global Management; сделка была завершена в начале 2013 года, после чего корпорация сменила название на McGraw Hill Financial. В сентябре 2014 года McGraw-Hill продала своё подразделение McGraw-Hill Construction компании Simphony Technology Group за 320 млн долл. США. В мае 2015 года корпорация переместила штаб-квартиру в небоскрёб на берегу Ист-Ривер по адресу 55 Water Street.
В конце апреля 2016 года McGraw Hill Financial сменила название на S&P Global. Также в апреле 2016 года за 1,1 млрд долларов была продана аналитическая компания J.D. Power.
В конце 2020 года была поглощена британская аналитическая компания IHS Markit, стоимость сделки, закрытой в начале 2022 года, составила 44 млрд долларов. В мае 2023 года было продано подразделение Engineering Solutions, которое занималось разработкой инженерных стандартов и предоставлением технической информации.

## Собственники и руководство
Акции компании котируются на Нью-Йоркской фондовой бирже. Крупнейшими институциональными инвесторами по состоянию на 2024 год были Vanguard Fiduciary Trust Co. (9,40 %), BlackRock Advisors LLC (5,96 %), State Street Corporation (4,50 %), TCI Fund Management Ltd. (3,32 %), Wellington Trust Co., NA (2,74 %).
- Ричард Торнберг (Richard E. Thornburgh) — председатель совета директоров с октября 2020 года. Ранее карьера проходила в Credit Suisse.
- Дуглас Петерсон (Douglas L. Peterson, род. в 1959 году) — президент и генеральный директор (CEO) с ноября 2013 года, в компании с 2011 года. До этого работал в Citigroup.

## Деятельность
Подразделения по состоянию на 2023 год:
- Market Intelligence — предоставление аналитической информации и биржах и рынках, разработка и продажа программного обеспечения для анализа рынков, 35 % выручки;
- Ratings — составление кредитных рейтингов, 26 % выручки;
- Commodity Insights — предоставление информации о ценах на сырьё и энергоносители, 15 % выручки;
- Mobility — анализ автомобильного рынка, 12 % выручки;
- S&P Dow Jones Indices — составление биржевых индексов, 11 % выручки.

Выручка компании за 2023 год составила 12,5 млрд долларов, её распределение по регионам: США — 60 %, Европа — 23 %, Азия — 11 %, другие регионы — 6 %. Основным источником выручки служит подписка на информационные услуги (55 % выручки).